# March Air Reserve Base

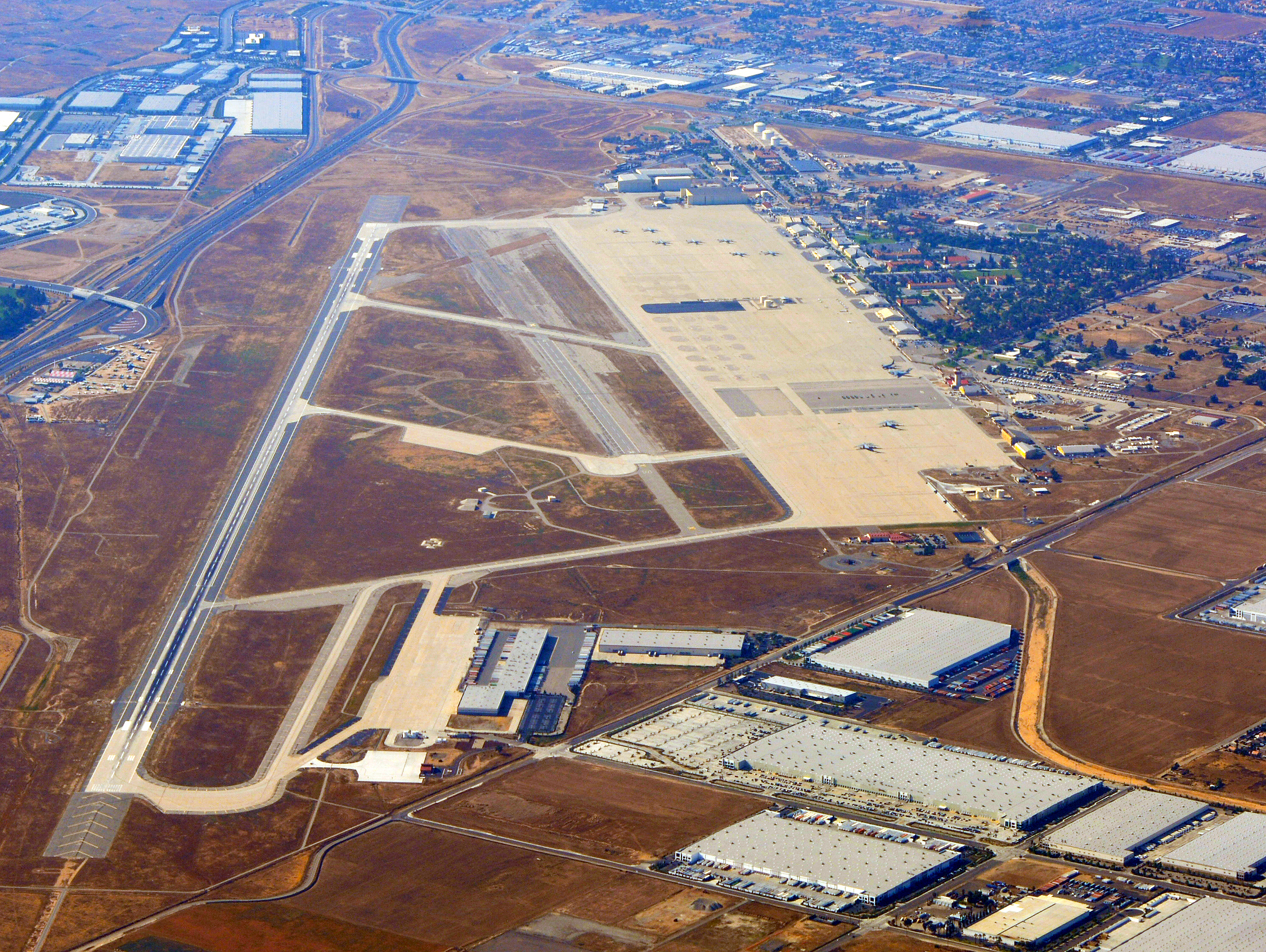
Flygbild över March Air Reserve Base, 2015.

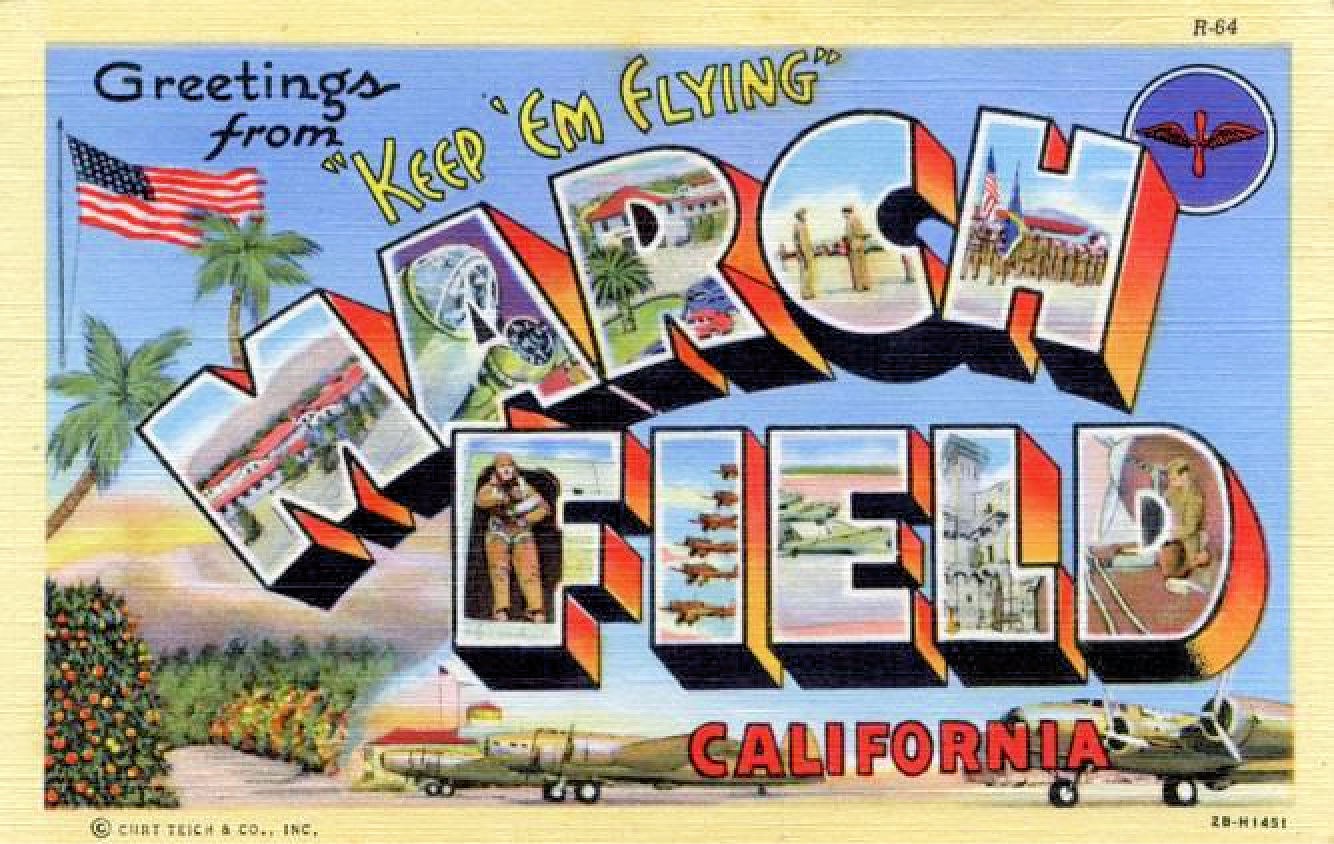
Vykort från USAAF-basen anno 1943.

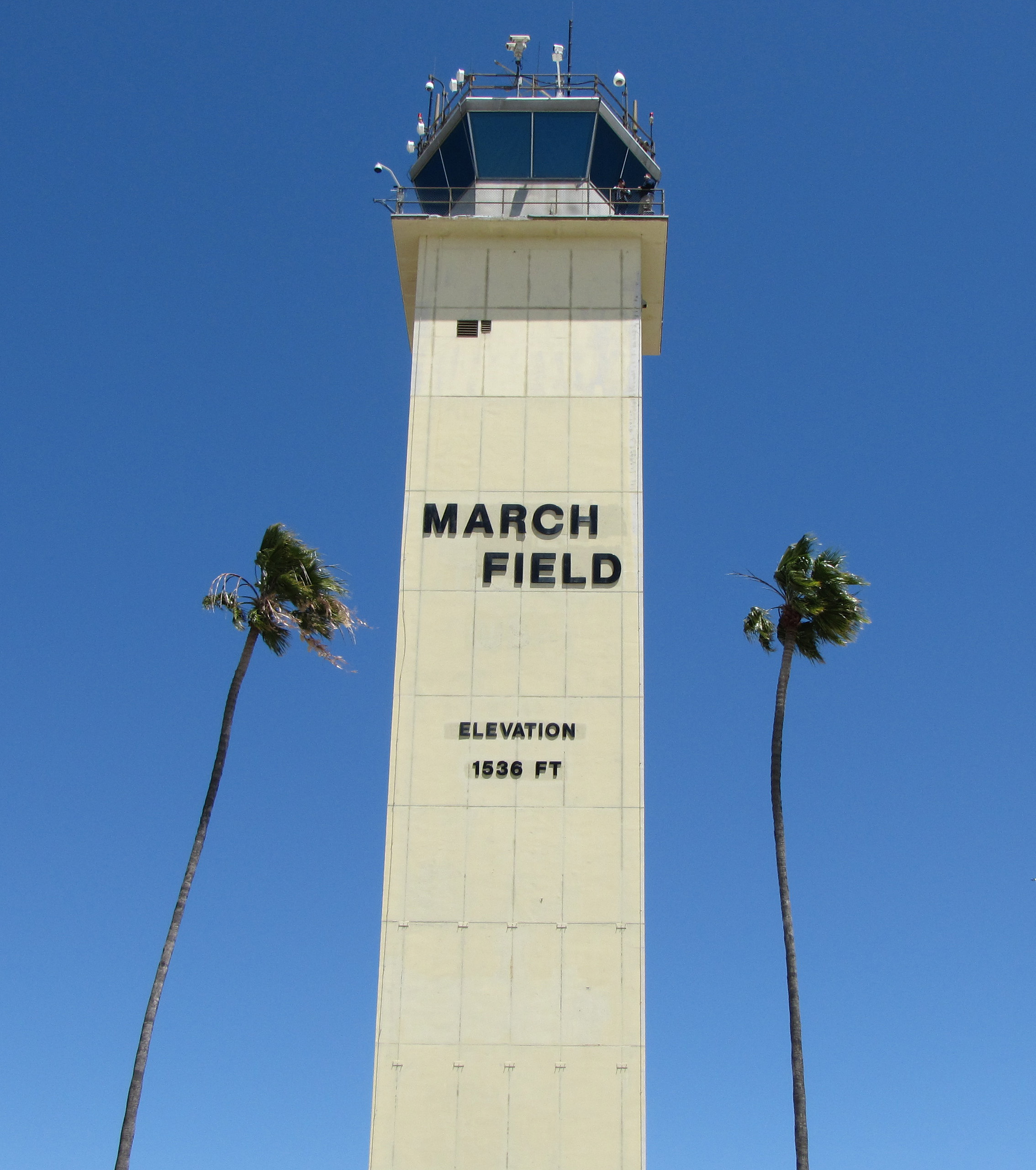
Flygledartorn.

March Air Reserve Base, även förkortat till March ARB, är en militär flygplats (IATA: RIV, ICAO: KRIV, FAA LID: RIV) tillhörande USA:s flygvapen som är belägen i Riverside County i södra Kalifornien.

## Bakgrund och verksamhet
March ARB är en av USA:s äldsta flygbaser, uppförd 1918 och är uppkallad efter Peyton C. March, Jr, som var son till dåvarande arméstabschefen. Det ursprungliga namnet var March Field och var så fram till att flygvapnet blev en egen försvarsgren i och med National Security Act of 1947.
Från 1949 fram till 1992 var den huvudsakligen bas för enheter från Strategic Air Command (SAC).
Fram till 1996 var dess namn March Air Force Base. Därefter har den fungerat som bas för flera reservförband som ingår i Air Force Reserve Command, förband från Kaliforniens nationalgarde samt frivilligverksamhet inom Civil Air Patrol.
Basens värdförband är 452nd Air Mobility Wing som flyger med transportflygplanstypen C-17 Globemaster III samt KC-135 Stratotanker för lufttankning.